# Iida Aalle-Teljo
Iida Aalle-Teljo, född Ida Sofia Ahlstedt, 6 maj 1875 i Nurmijärvi, död 17 juni 1955 i Helsingfors, var en finländsk politiker och företagare. Hon grundade Sosialidemokraattinen naisliitto, kvinnoförbundet inom Finlands socialdemokratiska parti. Aalle-Teljo var den första kvinnliga medlemmen av partistyrelsen, och fram till 1906 den enda. Aalle-Teijo var även lantdagsledamot 1907–1917.
Hon flydde till Sovjetryssland efter finska inbördeskriget och när hon återkom följande år fängslades hon. Hon frigavs 1922.